# Brotogeris sanctithomae
Il parrocchetto tui (Brotogeris sanctithomae Müller, 1776) è un uccello della famiglia degli Psittacidi.
Questa specie, di taglia attorno ai 17 cm, completamente verde, con fronte gialla e iride gialla, vive in due popolazioni distinte che sono divenute due sottospecie: il B. s. sanctithomae, localizzato nel sud-est della Colombia, nell'ovest del Brasile, nella parte orientale del Perù e nel nord della Bolivia; il B. s. takatsukasae, localizzato nel nord del Brasile. Ama gli ambienti aperti e frequenta le piantagioni di canna da zucchero e di manioca. Vive in piccoli gruppi nei quali le coppie si isolano per la riproduzione che avviene sia nelle cavità degli alberi sia nei termitai arborei. Comune in natura è assai raro in cattività.